# 纳伊苏斯战役
纳伊苏斯战役（Battle of Naissus）是公元268或269年一场由罗马皇帝加里恩努斯（或者是克劳狄二世）领导的对哥特部落的大胜。战役发生地納伊苏斯在现代的塞尔维亚。围绕着这次哥特人入侵所发生的事件和此役是三世纪危机历史的重要部分。凭着这场戰役的胜利，克劳狄二世获得了「哥特征服者」（Gothicus）的称号。
在这场战役之后，在奥勒良皇帝的不懈努力之下，日耳曼人入侵者在随后的年代中基本被驱逐出巴尔干前线。

## 资料来源
就像研究那个纷乱的公元三世纪的其他时段所经常碰到的那样，凭借现有资料很难再复原出那场战役的全貌。关于那个时代的现存资料有：佐西默斯的新史（New History）、约翰·佐纳拉斯的群史摘要（Epitome of the Histories）、乔治·辛斯勒的编年史摘要（Selection of Chronography）以及《罗马皇帝传》 ，该书的那一部分主要依靠德克西普斯（Dexippus）的逸篇。德克西普斯的书现在仅存片段，以间接的形式保存在罗马皇帝传和公元九世纪的拜占庭汇编中。尽管德克西普斯的史书对研究那段历史具有很大的重要性，现代历史学家大卫·S·波特认为该书不可高估。 更糟的是，凭借研究德克西普斯以及其他佚名的同时代人的记述得出的战役图景居然和通过其他史料得出的完全相悖。 此外，君士坦丁王朝时期的帝国教会使得那段历史更加扑朔迷离。为了掩盖克劳狄二世的污点，教会把所有灾难归咎于加里恩努斯。
结果就是，史学界至今仍然在围绕入侵的次数、入侵的目的甚至入侵时的皇帝在位状况争论不休。因此，史学界对于谁是皇帝和军队统帅仍有争议。1939年，安德烈·奥尔夫第（Andreas Alföldi）提出了单次入侵学说，加里恩鲁斯是赢得反击蛮族入侵战役（包括这场战役）的不二功臣。在那之后，他的学说被广泛接受。然而现代学者通常把最后的胜利归功给克劳狄二世。 他们认为应当有两次分开的入侵而并非一次。下文的叙述根据的主要是第二种观点（也就是现代学者的）。但是读者们必须注意：由于记载，已经很难构建出那场入侵的全貌了。

## 背景
纳伊苏斯战役的爆发是两场“西徐亚人”（第一手资料还在用这一种不合时宜的叫法）部落的入侵所引发的。入侵浪潮的第一波在加里恩努斯在位期间（公元267年）到来。第一波入侵者赫卢利人驾着500艘船在整个黑海南部大肆劫掠，还试图攻击拜占庭和基济科斯,但最后放弃了。尽管船队为罗马海军所击败，但大部还是逃入爱琴海。在爱琴海的诸岛上，他们掠夺了利姆诺斯岛和斯基罗斯岛。不仅如此，他们甚至登陆了南希腊也就是罗马的亚该亚行省的几个城市,包括雅典、科林斯、阿尔戈斯和斯巴达。在雅典，一支由历史学家德克西普斯率领的雅典民兵将入侵者击退。入侵者败退到北方后，又被加里恩努斯指挥的罗马军队截下。就在马其顿行省和色雷斯行省的界河涅索斯河附近，在萨尔马提亚骑兵的支援下，他取得了一场重大胜利。蛮族伤亡据称有3000人。随后，赫卢利人的领袖拉乌鲁巴图斯（Naulobatus ）与罗马人达成了妥协。
过去，这场战役被误认为纳伊苏斯战役。但现在的学者已经摒弃了这种观点。相反，现在有一种观点认为涅索斯河战役具有巨大的意义，相较而言，克劳狄的功绩不过是成功的进行了扫尾工作（即便是包括纳伊苏斯战役）。 在得胜之后，加里恩努斯匆忙赶回意大利，准备镇压他麾下的骑兵军官奥勒伦掀起的叛乱。谁知在米兰城下，他军中的高官将他刺杀。谋反的军官推选克劳狄为帝。当克劳狄到达罗马后，他的皇位被元老院承认。解决完合法性问题后，克劳狄的当务之急乃是抵御已经侵入雷蒂亚（Raetia）和意大利的阿勒曼尼人。在贝纳库斯湖战役中粉碎了他们之后，他终于有精力考虑巴尔干地区的入侵了。

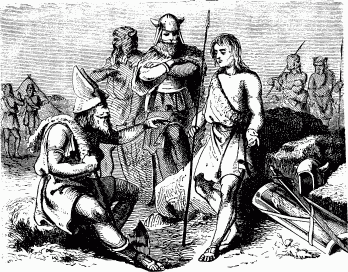
一幅十九世纪画家所绘的哥特战士想象图，摘自1880年出版的《Young Folks》“History of Rome”一节

在此期间，第二波海上入侵的号角已经吹响，一支庞大的“西徐亚人”联盟（实际上是一伙哥特人，他们有瑟文吉人（Tervingi）、格鲁森尼人（Greuthungi）、格皮德人（Gepids）还有巴斯塔尼人（Peucini））再次为赫卢利人带领，集结在泰拉斯河（现在的德涅斯特河)河口。 罗马皇帝传和佐西默斯宣称这支队伍有2000到6000艘船，人数共计三十二万五千人。 尽管人数可能有所夸大，这次入侵规模肯定十分巨大。入侵者人数众多，然而他们还是在西黑海的一些城镇和多瑙河流域（康斯坦察和玛西亚诺波里斯（Marcianopolis））碰了钉子。于是。他们又转而进攻拜占庭和克利索波利斯。他们的舰队遭受了一定的损失，这一损失可能是由马尔马拉海上汹涌的海流或是罗马海军的抵抗。接着，入侵者冲入了爱琴海，一支舰队甚至劫掠到了罗得岛和克里特岛这么远的地方。而主力正在对爱琴海北部的大城市进行围攻，帖撒罗尼迦和邻近的卡桑德里亚（Cassandreia）几乎陷落。然而，在听到皇帝率领的援军即将赶到的消息后，他们退入巴尔干内地。在路上，入侵者掠夺了派奥尼亚（Paionia）和佩拉冈尼亚（Pelagonia）。

## 战役
罗马军队从北方进入位于纳伊苏斯附近的战场。战役最可能发生在公元269年，这一点仍极具争议。这是一场极为血腥的战役，双方都伤亡惨重。然而，罗马人用一次佯攻将哥特人诱入了伏击圈，这成了战役的转折点。根据史书，约50000哥特人阵亡或被俘。 后来的皇帝奥勒良那时担任了克劳狄的骑兵指挥官，正是他完成了对哥特人的致命一击。

## 战役尾声
一大群哥特人成功逃出战场。起初他们使用圆形车阵以图自卫。但很快，在罗马骑兵的骚扰之下，他们中的许多人和驮畜因乏食而死。罗马军队冷酷地而且有条不紊地将他们团团围住，困在哈伊莫司山（Mount Haemus）之中。由于卫生条件的低下，哥特人中流行起了传染病。在山中，经过一场血腥而毫无结果的战斗后，他们成功突围。然而罗马骑兵紧追不舍直至哥特人全部投降。囚徒被允许充入军队或者成为一位屯田者。至于海盗们，在克里特和罗得岛败退后，许多人落得和他们陆上的同胞相同的命运。 然而，这场瘟疫也传染给了罗马人和他们的皇帝。在公元270年，克劳狄二世“幸运地”成为了自公元211年塞维鲁去世以来罗马帝国第一位寿终正寝的皇帝。
这场战役的胜利在精神上具有巨大的影响力。因此，克劳狄二世獲得稱號“哥特库斯（Gothicus）”（意即哥特人的征服者）。尽管这场战役给了哥特人毁灭性的打击，哥特人的军事力量并未被完全粉碎。 除此之外，东方帕米拉帝國的芝诺比娅和西方的高卢帝国分裂势力给帝国带来的问题十分急迫。这场在纳伊苏斯取得的胜利只能说给这个多灾多难的帝国稍稍地、暂时地减轻了压力。公元271年，在奥勒良再一次击退哥特入侵之后，为了缩短战线，他永久地放弃了达西亚行省，并将所有守军撤往多瑙河以南。

## 引用
1. 1 2 3  Zosimus, 1.43
2. ↑  David S. Potter, p.232–233
3. ↑  David S. Potter, p.232–234
4. ↑  John Bray, p.283, David S. Potter, p.641–642, n.4.
5. ↑  David S. Potter, p.266
6. ↑  John Bray, p.279. Also David S. Potter, p.263
7. ↑  The Cambridge Ancient History, vol 12, chapter 6, p.165–231, Cambridge University Press, 1939
8. ↑  John Bray, p.284–285, Pat Southern, p.109. Also see Alaric Watson, p.215, David S. Potter, p.266, H. Wolfram, p.54
9. ↑  John Bray, p.286–288, Alaric Watson, p.216
10. ↑  Scriptores Historiae Augustae, Vita Gallienii, 13.8
11. ↑  G. Syncellus, p.717
12. ↑  T. Forgiarini, A propos de Claude II: Les invasion gothiques de 269–270 et le role de l' empereur, in Les empereurs illyriens, Frezouls et Jouffroy, p.81–86. (as cited in D. Potter, p.642). 奥尔夫第赞成的也就是这种观点。
13. ↑  Zosimus, 1.40
14. ↑  John Bray, p.290
15. ↑  The Historia Augusta mentions Scythians, Greuthungi, Tervingi, Gepids, Peucini, Celts and Heruli. Zosimus names Scythians, Heruli, Peucini and Goths.
16. ↑  Scriptores Historiae Augustae, Vita Divi Claudii, 6.4
17. ↑  Zosimus, 1.42
18. ↑  Zosimus, 1.45
19. ↑  John Bray, p.282. See Zosimus, 1.46
20. ↑  G. Syncellus, p.720
21. ↑  Alaric Watson, p.216

## 注解
1. ↑  他是一位公元12世纪的拜占庭编年史学家和神学家
2. ↑  也称使徒乔治，是公元九世纪的拜占庭编年史学家和神学家，凯撒里亚的优西比乌的编年史正是通过他的摘录才得以基本流传至今。
3. ↑  该书是自哈德良开始到努梅里安的帝王传记总集，同时也是现存史料中唯一记载贯穿三世纪危机的史书，撰写于约公元四世纪中叶。然而，该书的史料价值极为低下。英文维基百科的说法是不可信任。而科瓦略夫则说：“这本书的作者没有任何历史感，重要的事实沉没在大量没有意义的胡说和可怕的废料里。”而现任教于耶鲁大学的著名罗马史学家阿德里安·戈兹沃西在评价他的时候，则认为“此书是一个集虚拟情节与稀里糊涂、不知所云的叙述为一体的搞笑大杂烩”，比如，科瓦略夫指出它伪造了几乎一切信件。然而由于现存资料的极度匮乏，史学家不得不应用这种史料来研究那段历史。详见科瓦略夫的《罗马史》和阿德里安·戈兹沃西的《罗马帝国衰亡纪》。另外注意，不要把它和苏埃托尼乌斯的十二帝王传弄混了。
4. ↑  因为君士坦丁宣称自己与克劳狄二世有亲缘关系。

### 一次来源
- 佐西默斯，《新史》（Historia Nova） 
- 乔治·辛斯勒，《编年史》
- 佚名，《罗马皇帝传》，加里恩努斯传（Vita Gallieni Duo）和神圣的克劳狄传（Vita Divi Claudii）英文译本的在线版于此：
- 约翰·佐纳拉斯，《群史摘要》

### 二次来源
- Bray, John.，《Gallienus: A Study in Reformist and Sexual Politics》，Wakefield Press, 1997. ISBN 1-862-54337-2
- Potter, David S，《The Roman Empire at Bay AD 180–395》，Routledge, 2004. ISBN 0-415-10058-5
- Southern, Pat，《The Roman Empire from Severus to Constantine》，Routledge, 2001. ISBN 0-415-23943-5
- Watson, Alaric。《Aurelian and the Third Century》，Routledge, 2003. ISBN 0-415-30187-4
- Herwig Wolfram|Wolfram, Herwig，《History of the Goths》， (Thomas J. Dunlap翻译成英语), 加州大学出版, 1988. ISBN 0-520-06983-8